# Salamanca
Salamanca je občina in mesto v Španiji, glavno mesto istoimenske province, ki leži v avtonomni skupnosti Kastilija in Leon. Je v regiji Camp Charro, v Severni Mezeti, na severozahodu Iberskega polotoka. Ima 143.666 prebivalcev (INE 2021). Je drugo najbolj naseljeno mesto v avtonomni skupnosti, takoj za Valladolidom. Salamanca je znana po velikem številu izjemnih stavb v slogu plateresco.
Začetki mesta segajo približno 2700 let nazaj, v prvo železno dobo, ko so se prvi naseljenci naselili na hrib San Vicente, ob bregovih Tormesa. Od takrat je kraj priča prehodu različnih ljudstev: Vaccejev, Vettonov, Rimljanov, Vizigotov in muslimanov. Raymond Burgundski, zet kralja Alfonza VI. Leonskega, je bil v srednjem veku zadolžen za ponovno poselitev mesta in postavitev temeljev današnje Salamance.
Salamanca je dom najstarejše delujoče univerze v Španiji, Univerze v Salamanci, ki jo je leta 1218 ustanovil Alfonz IX. Leonski na temelju svojega stadium generale. Bila je prva v Evropi, ki je nosila naziv univerze s kraljevim dekretom Alfonsa X. Kastiljskega iz leta 1252 in z licentia ubique docendi papeža Aleksandra IV. iz leta 1255. V času, ko je bila to ena najprestižnejših univerz na Zahodu, se je uveljavil stavek Quod natura non dat, Salmantica non præstat (torej, Kar narava ne da, Salamanca ne posodi). Salamanca je povezana s svetovno znanimi imeni, kot so npr. Antonio de Nebrija, Krištof Kolumb, Fernando de Rojas, Francisco de Vitoria in salamanška šola, pater Luis de León, Beatriz Galindo in Miguel de Unamuno.
Leta 1988 je UNESCO staro mestno jedro Salamance razglasil za svetovno dediščino. Ima pomembno zgodovinsko-arhitekturno dediščino, med katero izstopajo: Stara stolnica in Nova stolnica, Casa de las Conchas, Plaza Mayor, Convento de San Esteban in Escuelas Mayores. Od leta 2003 je veliki teden v Salamanci razglašen za mednarodno turistično zanimivost.
V Salamanci najdemo tudi pomembne znanstvene ustanove in raziskovalne centre, kot so Center za raziskave raka, Inštitut za nevroznanosti Kastilije in Leona, Center za raziskave vode in tehnološki razvoj ter Center za ultrakratke ultraintenzivne pulzne laserje. V mestu in njegovi okolici najdemo nekatera največja podjetja v avtonomni skupnosti Kastilija in Leon. Poleg tega velja za svetovno referenco pri poučevanju španskega jezika, saj je v avtonomni skupnosti, ki predstavlja 16 % nacionalnega trga, zbranih 78 % obstoječe ponudbe.

## Toponimija
Izvor toponima Salamanca ni jasen. Polibij iz Megalopolisa in Stephanus sta mesto imenovala Helmantike, grško ime, ki je zanje pomenilo »dežela vedeževanja«. Po drugi strani pa se Ptolemaj sklicuje na polis z imenom Salmatica ali Salmantica, v katerem so prevladovali Vaceji. Rimljana Tit Livij in Plutarh jo imenujeta Hermandica, Polinej pa Salmantida ali Salmatis. Drugi zgodovinarji ga imenujejo celo Selium in Sentica.
Po drugi strani so nekateri, kot sta Justin in pozneje Rui Méndez ali Murillo, nastanek mesta pripisali Teucerju, Telamonovemu sinu, kralju Salamine, ki je po porazu v trojanski vojni prišel na Iberski polotok in ustanovil mesto, ki ga je po spominu na svojo domovino poimenoval Salamatica. Druga teorija je teorija o obstoju boga prvih prebivalcev – nomadskih pastirjev in neolitskih kmetov – imenovanega Helman, čigar ime izhaja iz toponima Helmantica.
Filolog Martín S. Ruipérez podaja novo razlago, ki pravi, da je prvi element Salamance, sala-, oznaka za rečni prehod, sal- in hel- ne moreta biti jezikovno povezana drug z drugim in glede drugega elementa -manca, kjer naj bi nekateri videli isti element v toponimu Talamanca (de Jarama), ki bi se v svojem prvem elementu ujemal s Talavero in v Simancasu, kar pa je nedokazljivo.

## Simboli

### Grb
Občinski heraldični ščit je bil odobren 11. junija 1996 z naslednjim grbom:
"Ščit razprt. Prvič, iz srebra, s kamnitim mostom, preluknjanim v sableju, po katerem gre mimo bik, aretiran v sableju, in za njim izruvana smokva iz sinopla. Drugič, iz zlata s štirimi rdečimi drogovi; bordura iz v modri barvi z osmimi srebrnimi križi. Ogrnjen s srebrnim vrhom, z dvema levoma, naravnima, na bokih in drug proti drugemu. Na zvonu španska kraljeva krona, odprta in brez diademov".— Official Gazette of Castile and León, no. 118 of June 20, 1996.

### Zastava
Občinska zastava je bila odobrena z naslednjim besedilnim opisom:
»Pravokotna zastava razmerja 2:3, rdeča z grbom Salamanke v sredini.«

## Zgodovina

### Salamanca v univerzalni zgodovini
Salamanca je v svetovni zgodovini povezana z vrsto dogodkov in osebnosti, ki so zaznamovali razvoj zahodne družbe:
- Antonio de Nebrija je leta 1492 sestavil prvo slovnico španskega jezika, znamenito Gramática de la lengua castellana. To je bila prva študija pravil zahodnoevropskega jezika, ki ni bila latinščina, in s tem se je začela španska zlata doba.
- Priprave Krištofa Kolumba na njegovo prvo potovanje v okviru evropskega odkrivanja Amerike. Samostan Univerze v Salamanci se je sestal na svetu, da bi razpravljal o njegovem projektu. V teh letih je Kolumb pridobil podporo dominikancev in se nastanil v Conventu de San Esteban. Abraham Zacuto, astronom iz Salamance, mu je bil v veliko znanstveno podporo pri potovanju.
- Ena prvih študentk Univerze v Salamanci: Beatriz Galindo, la Latina
- Prva ženska univerzitetna profesorica v Španiji, Luisa de Medrano, v študijskem letu 1508-1509
- Leta študija Hernána Cortésa pred odhodom v Ameriko in osvojitvijo azteškega imperija
- Zaščita pravic domorodcev Novega sveta s strani salamanške šole, ki je s Franciscom de Vitorio na čelu preoblikovala koncept naravnega prava, prenovila teologijo, postavila temelje sodobnega prava narodov, mednarodnega prava in sodobne ekonomske znanosti ter aktivno sodelovala na Tridentinskem koncilu.
- Na tem koncilu so matematiki z Univerze v Salamanci papežu Gregorju XIII. predlagali koledar, ki je postal znan kot gregorijanski koledar in se danes uporablja po vsem svetu. Znanstveniki so leta 1515 in 1578 na univerzi izvedli dve študiji in ju predložili cerkvi.
- Delni prevod Svetega pisma v španščino, ki ga je naredil pater Luis de León.
- Najstarejša ohranjena tiskana knjiga o sodobnem šahu, Repetición de amores y arte de ajedrez, Luisa Ramíreza de Lucene, izdana v Salamanki leta 1496.
- Bivanje Miguela de Cervantesa, mogoče študenta na univerzi, ki je vplivalo na njegove knjige: La Cueva de Salamanca, Don Quijote de la Mancha, v kateri se sklicuje na Salamanco skozi lik samca Sansona Carrasca, La tía fingida in El licenciado Vidriera .

### Antika
Prvo človeško bivališče na območju Salamance je bilo v začetku 1. tisočletja pr. n. št.. O tem pričajo keramični ostanki, najdeni na hribu San Vicente, ki jih pripisujejo kulturi Las Cogotas I iz zadnje bronaste dobe. Na istem hribu je bilo odkrito naselje, ki do danes velja za prvo stalno in kontinuirano človeško naselbino, čeprav ga že pripisujejo kulturi Soto de Medinilla iz prve železne dobe (7. stoletje pr. n. št.). Kasneje, že v drugi železni dobi (od 4. stoletja pr. n. št.), je bilo ugotovljeno, da se je v tako imenovanem teso de las catedrales ali cerro de San Isidro razvilo novo naseljeno središče, ki je imelo značaj castra in je trajalo do dokončne romanizacije mesta. Vsa ta naselja in s tem tudi sedanje mesto Salamanca dolgujejo svoj obstoj posebnim geomorfološkim značilnostim terena, na katerem so se naselili. Na izbiro lokacije teh zaporednih naselij je torej moralo imeti poseben vpliv dejstvo, da so bile na tem območju tri plošče, – nastale zaradi erozije potokov San Francisco in Santo Domingo –, njihovi ustrezni vodotoki in zlasti bližina reke Tormes. Te podrobnosti kažejo na primernost tega ozemlja za primitivne funkcije obrambe in nadzora okoliškega ozemlja.
Naselje na hribu San Isidro je moralo biti med 4. in 2. stoletjem pr. n. št. zelo pomembno mesto, ne le zaradi svojih dimenzij, temveč tudi zaradi optimalnih orografskih pogojev in obrambne zaščite, saj je imelo obzidje in jarek. Leta 220 pr. n. št. je Hanibal med svojim pohodom po Iberiji oblegal in osvojil antično mesto Helmantica (Salamanca). Tako Plutarh pravi, da ga je »Hanibal oblegal in njegovi prebivalci, da bi se izognili nadaljnji škodi, so se mu podredili in mu ponudili tristo talentov srebra in prav toliko talcev, obleganje pa so dvignili Helmantiki, ki se niso držali svojih obljub in so pod zaščito svojih žensk, ki so skrivale orožje, uspeli premagati Hanibalovo vojsko«. Vendar jih je kartažanski general na koncu zasegel in, kot pravi Polibij, »občudoval hrabrost svojih žensk, s pomočjo katerih je svojim možem vrnil domovino in bogastvo«. 
Po drugi punski vojni se je zmagovita rimska vojska začela širiti po večini Iberskega polotoka. Salamanca je začela intenzivno obdobje romanizacije kot mesto, priključeno provinci Luzitaniji. Rimska Salmantica je bila preoblikovana, pri čemer je bila njena poselitev omejena na tako imenovani teso de las catedrales, opuščeno pa je bilo tudi območje hriba San Vicente. Njegova nova konfiguracija ga je ohranila kot izjemno mesto, ne le zaradi svojih posebnih obrambnih značilnosti in dostopnosti, temveč tudi kot središče izmenjave.
Trije kulturni elementi, ki so imeli največji vpliv na oblikovanje in razvoj mesta, izvirajo iz rimskega obdobja. Na prvem mestu je Ruta de la Plata, ki velja za glavno komunikacijsko infrastrukturo, glavno os mestnega načrtovanja in mejnik v razvoju trgovine. Dostop do mesta z južne strani je omogočal rimski most, ki je že od 1. stoletja zagotavljal prehod čez reko Tormes. Rimski most je še danes ohranjen v severni polovici, saj je bilo treba drugo polovico mostu obnoviti v 17. stoletju po poplavi v San Policarpu. Nazadnje, tako imenovana Cerca Vieja, staro obzidje mesta, ki je obdajalo obod hriba San Isidro ali stolnice na tlorisu prejšnjega castra.
Novembra 2015 so med nujnim izkopavanjem v podzemlju hiše v Calle Libreros našli več fragmentov marmornatega moškega kipa, ki je bil prvotno nekje na rimskem forumu v mestu Salmantica, čeprav je bil pozneje na mestu odkritja verjetno ponovno uporabljen kot polnilo. Kip je razstavljen v muzeju v Salamanci in je prva in do danes edina kiparska najdba iz rimskega obdobja, ki se je pojavila v podzemlju mesta. Nekateri strokovnjaki menijo, da ta najdba, ki jo povezujejo z več rimskimi napisi z začetka cesarstva, najdenimi v antični Salmantici, omogoča obrambo hipotetične pravne promocije antičnega avtohtonega oppiduma v rimsko civitas med vladavino Avgusta.

### Srednji vek
S koncem Zahodnega rimskega cesarstva so Alani poselili Luzitanijo, mesto pa je postalo del te regije. Kasneje so mesto osvojili Vizigoti in ga priključili k svojemu ozemlju. O razvoju Salamance v vizigotskem obdobju imamo malo podatkov, znano je le, da so v 4. stoletju rimsko obzidje razširili s trdnjavami in da so bili ostanki prejšnjega obzidja praktično v celoti uničeni. Znano je, da je bilo mesto leta 589 škofijski sedež, ker je spadalo med tista mesta, ki so pošiljala škofe na koncile v Toledo.
Leta 712 je mesto, ob muslimanski invaziji na Iberski polotok, osvojil Musa ibn Nusayr. V zgodnjem srednjem veku je območje ostalo 'nikogaršnja zemlja' in večina njegovih naseljenih središč je bilo uničenih zaradi pogostih vpadov Arabcev (algaradas). Salamanca je postala nepomembno in skoraj nenaseljeno jedro, čeprav je most ostal nedotaknjen. Nekaj naseljencev je bilo v okolici. Zaporedni poskusi krščanskih kraljestev, da bi stabilizirali to območje, so povzročili številne spopade z muslimanskimi ekspedicijami na severu, kar je povzročilo več spopadov in bitk, kot je bila bitka Alfonza I. Asturijskega leta 754, ki se je končala z uničenjem ostankov mesta.
Območje je ostalo bolj ali manj izpraznjeno, dokler se po pomembni krščanski zmagi v bitki pri Simancasu leta 939 ni začelo ponovno naseljevanje območja ob reki Tormes. Po Pelagijanovem besedilu Sampirske kronike je Ramiro II. Leonski dva meseca po koncu islamskega napada ukazal svoji vojski, naj napreduje proti bregovom reke Tormes, kjer se je po njegovih besedah začelo ponovno naseljevanje:
Civitates desertas ibidem populavit; hee sunt: Salamantica, sedes antiqua castrorum, Letesma, Ribas, Balneos, Alphandiga, Penna et alia plurima castella, quod longum est prenotare.

Zapuščena mesta ponovno pridobijo prebivalstvo; to so: Salamantica, starodavni sedež kastruma, Letesma, Ribas, Balneos, Alphandiga, Penna in mnoga druga mesta, ugotavljamo, da bo trajalo predolgo.— Sampiro, Chronicle of Sampiro, 11th century.
Vse kaže, da je v tej fazi prišlo do izseljevanja, ki je v glavnem prišlo iz tako imenovanih comarcas, te pa so bile severno od Duera; v primeru Salamance ni dvoma, da gre prednostno za izseljence, ki prihajajo iz okolice Leóna zaradi donacije Ordoña III. Leonskega, leta 953. 
.
Po osvojitvi Toleda s strani Alfonza VI. Leonskega leta 1085 je prišlo do dokončne ponovne poselitve mesta. Leta 1102 je Rajmund Burgundski odšel v mesto z veliko skupino naseljencev različnih izvorov, ki so bili podobni novim prebivalcem mesta Ávila - tudi Franki, Kastilijci, Serrani, Mozarabci, Toroanci, Portugalci in Braganšani, kot z občasnim sodelovanjem Galicijcev, Judov in muslimanov; ki so zbrani v Fuero de Salamanca, po naročilu njegovega tasta Alfonza VI. Ti so ustanovili svoje cerkve in župnije. Med vsemi ponovno naseljenimi skupinami je bila najpomembnejša skupina Serranov (gorsko-kastiljsko ljudstvo), imenovanih tudi bojevniki-pastirji, posvečeni izključno skrbi za živino in vojskovanju. Ne smemo pozabiti, da je bila celotna srednjeveška Extremadura, ozemlje med Duerom in centralnim sistemom, v arabskih kronikah znana kot Dežela Serranovih. Še danes obstaja ulica calle Serranos, okoli katere se je aglutinirala ta ponovno naseljena skupina.
Novi naseljenci so zasedli staro obzidje in kolonizirali nova zemljišča v okolici. Naselitev mesta je ustrezala družbenim, etničnim in oblastnim merilom. Družbena elita je bila v središču mesta, v prostoru, ki je sovpadal s prostorom starodavnega kelt-iberskega mesta. Serranovi, povezani s politično in vojaško močjo, so zasedli zahodni del (hiša kraljevega predstavnika in Alcázarja), Franki pa vzhodni del, skupaj s škofijskim sedežem in trgovskim središčem okrog Azogue Vieja. Judje so bili nameščeni ob Alcázarju, preostale skupine naseljencev (med drugim Kastilijci, Portugalci, Judje, Mozarabci, Toroanci in Galičani) pa v prostorih zunaj obzidja.
Obnovljena je bila škofija Salamanca (prvi škof je bil Hieronim Périgordski) in začela se je gradnja stare stolnice, ob kateri je bilo ustanovljenih nekaj šol, ki so predstavljale začetke bodoče univerze.
Leta 1218 je monarh Alfonz IX. Lenski podelil privilegije, ki so pritegnili nove naseljence – med njimi veliko judovsko skupnost –, mesto je razširilo svoje obzidje in katedralnim šolam podelilo naziv studium generale, ki je leta 1254 s kraljevim odlokom Alfonza X. Kastiljskega postala Univerza v Salamanci. Leta 1255 jo je ratificiral papež Aleksander IV:
Učiteljem in šolarjem Univerze v Salamanci:
Menimo, da je vredno in priročno, da tisti, ki vsakodnevno obdelujejo s poukom področje študija, da bi lahko prejeli marjetico znanosti, menijo, da smo v svojih prošnjah naklonjeni in prijazni tako da lahko njihov študij poteka toliko svobodneje, čim bolj se čutijo zaščitene z apostolsko naklonjenostjo. 
In posledično v skladu z vašo zahtevo obveščeni, da se včasih zgodi, da tisti, ki so bili pregledani v študiji Salamancan in so razglašeni za primerne, ne smejo narekovati drugje, če ne opravijo še enega pregleda, upoštevajoč zahtevo slavni kralj Kastilije in Leona in vaš, izjavljamo, da potem, ko je neki učitelj ali učenjak iz Salamance opravil ustrezen izpit na neki fakulteti in je bil razglašen za primernega, lahko opravlja kateri koli drug študij brez novega izpita, razen v Parizu in Bologna.— Pismo papeža Aleksandra IV Univerzi v Salamanci, 1255.
I. Rodríguez de Lama, The pontifical documentation of Pope Alexander IV. 1976.
Univerza je sčasoma dosegla velik ugled.
12. avgusta 1311 se je med obzidjem Salamance rodil edini kralj Kastilije in Leona, ki ga je mesto kdaj koli imelo, Alfonz XI. »Maščevalec«. Na prestol je stopil pri štirinajstih letih in osvojil Gibraltar kot poveljnik kronskih milic, v katerih je bilo prisotnih veliko število prebivalcev.
V 15. stoletju je bila Salamanca prizorišče velikih rivalstev, ki je vplivala na vsa področja mestnega življenja. To je sprožilo tako imenovano vojno band, v kateri sta se spopadli dve frakciji pod vodstvom plemiški družini – Benitinovi in Tomesinovi, ki sta se tako imenovali, ker sta bili združeni okoli župnij San Benito in Santo Tomé. Sprli sta se zaradi nadzora nad mestom. Leta pozneje se je spor končal s podpisom sporazuma, ki ga je dosegel pogumen avguštinski menih. Sčasoma je postal zaščitnik mesta: sveti Janez Sahagunski.
15. stoletje so zaznamovali družbeni konflikti in napetosti med mestnimi elitami (zapleten razvoj, ki ga pogosto poenostavljajo kot boj med bandami), z občasnimi izbruhi hudega nasilja, ki so izražale občutek negotovosti.
Prebivalstvo ob koncu 15. stoletja je bilo okvirno ocenjeno na 15.000–25.000 prebivalcev. Do preloma v 16. stoletje je večina prebivalstva živela na desnem (severnem) bregu Tormesa, na južnem bregu pa je bil majhen arrabal, v katerem je živelo približno 300 ljudi. 
Z vzponom Meste je Salamanca postala pomembno središče proizvodnje blaga ter pomembna izvoznica volne.

### Zgodnji novi vek
Salamanca se je pridružila gibanju kastiljskih skupnosti (1520) proti novim davkom, ki jih je zahteval Karel V. v kastiljskih Cortes Generales, in v obrambo svojih tekstilnih tovarn. Po porazu Comunerosov je kralj Karel V. dal odstraniti zgornje dele stolpov palač Salamančanov, ki so se pridružili uporu.
16. stoletje je bilo obdobje največjega razcveta mesta, tako na demografskem področju kot na področju univerzitetnega življenja, zahvaljujoč prestižu profesorjev, s tako imenovano šolo Salamanca. Nato se je pridružilo splošnemu zatonu mest kastiljske krone v Severni Mezeti (12.000 prebivalcev leta 1651). Poleg tega je bila v tem času zgrajena cerkev San Isidoro.
Pravna doktrina salamanške šole je pomenila spremembo poti od srednjeveškega prava, ki se je v veliki meri opiralo na tradicijo kazuistike in rimskega prava, do sistema, ki se je bolj osredotočal na sholastiko in tomizem ter poskušal biti bolj univerzalen. Ker je Španija šele začela kolonizirati Ameriko, so šolo v Salamanci zanimale pravice neevropejcev, vključno s pravicami telesnega bitja (pravica do življenja), ekonomskimi pravicami (pravica do lastnine) in duhovnimi pravicami (pravica do svobode, mišljenja) in pravice povezane s človeškim dostojanstvom. Zaradi institucionalnih povezav dominikancev na univerzi v Salamanci (zlasti Francisco de Vitorie ) in dominikanskih misijonarjev v kolonijah (kot sta Antonio de Montesinos in Bartolomé de las Casas ) je bila šola v Salamanci kritična do španskih kolonistov in zakonov, ki so dovoljevali zlorabo domačega prebivalstva. Njihovo delo na področju ideje ius gentium oz. 'pravic ljudstev/narodov' je bilo ključni prispevek k sodobnemu razvoju človekovih pravic in mednarodnega prava.
V 16. stoletju je mesto doseglo vrhunec razcveta (ocenjuje se, da je imela Salamanca približno 24.000 prebivalcev, okoli leta 1580 pa je bilo vsako leto vpisanih 6500 študentov). V tem obdobju je Univerza v Salamanci gostila najpomembnejše intelektualce tistega časa; [potrebna navedba] te skupine večinoma dominikanskih učenjakov so bile imenovane Salamanška šola.
Leta 1551 je cesar Karel V. odredil preiskavo, da bi ugotovili, ali je znanstveno delo zdravnika in anatoma Andreasa Vesaliusa v skladu s katoliško doktrino. Vesalius je istega leta prišel v Salamanco, da bi stopil pred komisijo in bil oproščen.
Judovska četrt Salamance je bila severno, ob obzidju (približno na današnji aveniji de Mirat). Ko so jih leta 1492 izgnali, so Salamančani sosesko obzidali in jo spoštovali. Verjetno so mislili na morebitno vrnitev. Ko je postala nenaseljena, so jo napolnili z zajci, zato je bila do nedavnega znana kot barrio del Conejal.
V 18. stoletju je mesto doživelo pomemben gospodarski in kulturni preporod, ki je omogočil dokončanje nove stolnicele v Salamanci (njena gradnja je bila prekinjena skoraj stoletje) in izgradnjo veličastnega baročnega trga Plaza Mayor leta 1729. Ko jo je leta 1755 prizadel močan lizbonski potres, je bila ogrožena celovitost mnogih monumentalnih stavb v mestu. Eno najbolj razkrivajočih prikazov njegovih učinkov lahko še vedno vidimo v cerkvi San Martín: veliko kamnov je moralo biti v zraku le za nekaj sekund, kar je bilo dovolj, da so se stebri nagnili, okviri obokov in sklepnikov pa padli na mesto, ki ni bilo ravno tisto, na katerem so bili do takrat, tako da lahko danes v njeni notranjosti vidimo obokane stene in stebre, deformirane loke in rebra. Gospodarska blaginja mesta pa je omogočila obnovo številnih monumentalnih stavb, ki jih je poškodoval potres, vključno s katedralo, ki je bila od vseh španskih katedral najbolj prizadeta. Na kulturnem področju je bil v zadnji tretjini stoletja na univerzi opazen vpliv burbonskega razsvetljenstva.

### Sodobnost
Med polotoško vojno so Salamanco leta 1809 zasedle čete maršala Soulta. V francoskih rokah je ostala do bitke pri Arapilesu (leta 1812), v kateri je anglo-portugalska vojska pod vodstvom vojvode Wellingtonskega odločilno premagala francosko vojsko pod vodstvom Marmonta. Med okupacijo so Francozi zgradili obrambo in za pridobivanje materiala uničili pomemben del salamanških stavb, zlasti v soseski Caídos (porušeno), kjer so bili zgrajeni znani univerzitetni kolegiji, od katerih ni ostalo nič. Zahodna četrt Salamance je bila resno poškodovana zaradi topovskega ognja. Bitka, ki je potekala tistega dne, je znana kot prelomni trenutek v vojaški zgodovini, v njej pa je bilo v nekaj urah ubitih in ranjenih trinajst tisoč mož. Španski kralj Ferdinand VII. je moral zapreti španske univerze. Po ponovnem odprtju se je Univerza v Salamanci spremenila v pokrajinsko univerzo. Za provinco Salamanca se je boril salamanški gverilec in vojak Julián Sánchez García El Charro, ki je poveljeval enoti Lanserji iz Kastilije.
Leta 1833 je bila ustanovljena provinca Salamanca, ki spada pod regijo Leon. Mesto Salamanca je postalo glavno mesto te province in dom salamanškega poslanstva. 
Leta 1873, po razglasitvi prve španske republike, je bil z osnutkom ustave iz leta 1873 izveden prvi resen poskus federalizacije Španije. Pet dni po predstavitvi tega projekta je Salamanca doživela upor kantonalistov, ki je bila po štirih dneh, 26. julija 1873, zatrt. Z vojaško razglasitvijo je bila nato ukinjena prva republika in pobuda zvezne države za regionalizacijo. V preostalem delu 19. stoletja je mesto doživelo manjši vzpon, ko je bilo imenovano za glavno mesto province. Zgrajena je bila železnica, ki je povezovala Francijo s Portugalsko, potekala je skozi Mezeto (Medina del Campo in Salamanca, 1877).
Med uničujočo špansko državljansko vojno (1936–1939) je mesto hitro prešlo na stran nacionalistov in je bilo začasno služilo kot dejanski sedež uporniške frakcije. Francisco Franco je bil 21. septembra 1936 v mestu razglašen za generalisimusa. Aprila 1937 je bila z dekretom o združitvi, izdanim v mestu ob združitvi fašistične Falange in tradicionalističnih karlistov, ustanovljena enotna stranka naslednje diktature FET y de las JONS. Nacionalisti so večino upravnih prostorov kmalu preselili v Burgos. Salamanca je bila nacionalistična prestolnica in središče moči med celotno državljansko vojno. Imela je nekaj upravnih objektov kot npr. škofovsko palačo, rezidenco in poveljniško središče generala Francisca Franca ter vojaška poveljstva, skupaj z nemško in italijansko fašistično delegacijo. Salamanca je bila, tako kot večji del katoliških in podeželskih regij (Leon in Stara Kastilija), dolgo časa trdna podpornica nacionalistične strani in režima Francisca Franca.
Po vojni so bili dokumenti, ki jih je zasegla uporniška vojska, ko je zasedla ozemlje, ki je branilo Republiko, zbrani v Salamanci. Nastal je obsežen dokumentarni arhiv o španski državljanski vojni (Splošni arhiv španske državljanske vojne). Del tega arhiva, ki se nanaša na Katalonijo ter številni drugi dragoceni dokumenti posameznikov in ustanov, ki ne pripadajo tej regiji, so bili spomladi 2006, po velikih sporih med mestnim svetom Salamance in špansko vlado ter ljudskih demonstracijah, prenesen v Barcelono. Mestni svet Salamance, ki mu predseduje Julián Lanzarote (PP), je v znak protesta po prenosu Salamanških dokumentov v Katalonijo spremenil ime ulice, v kateri je arhiv, iz 'Gibraltarske' (ime kot poklon milici iz Salamance, ki je skupaj z Alfonzom XI. Kastiljskim osvojila Gibraltar) v 'El Expolio'.
Leta 1940 je papež Pij XII. ustanovil Papeško univerzo v Salamanci kot nadaljevanje starodavnih teoloških študijev. Leta 1988 je Unesco Salamanco razglasil za mesto svetovne dediščine. Leta 1998 je bila Salamanca s soglasjem ministrov za kulturo Evropske unije imenovana (skupaj z Brugesom) za Evropsko prestolnico kulture za leto 2002. Mesto si prav tako prizadeva, da bi v bližnji prihodnosti kandidiralo za svetovno razstavo v Salamanci.
Število prebivalcev glavnega mesta Salamance, ki že približno tri desetletja stagnira, trenutno znaša okoli 160.000, čeprav se je leta 2006 glede na leto 1994 zmanjšalo za več kot 11.000 ljudi. To je predvsem posledica selitve dela prebivalstva v metropolitansko območje in zelo nizke stopnje rodnosti, ki se je pojavila od 80-ih let dalje, zaradi česar se prebivalstvo stara. To je značilno tudi za številna druga španska mesta, čeprav je tudi stopnja izseljevanja v mesta, kot je npr. Madrid, visoka. Od 7. do 10. junija 1994 je v mestu potekala svetovna konferenca o izobraževanju otrok s posebnimi potrebami, na kateri je bilo zastopanih 92 vlad in 25 mednarodnih organizacij, zaključila pa se je z »Deklaracijo iz Salamance o načelih, politiki in praksi izobraževanja otrok s posebnimi potrebami«.
Storitveni sektor (razvit kulturni turizem in univerza) je glavni vir dohodka za mesto. Še posebej aktualna je izobraževalna dejavnost v poletnem času, saj je v mestu velik dotok študentov iz številnih držav, ki se večinoma prihajajo učit španski jezik in se udeležujejo različnih poletnih tečajev. 14. in 15. oktobra 2005 je Salamanca gostilo XV. ibero-ameriško srečanje voditeljev držav in vlad. Japonski prestolonaslednik Naruhito je mesto obiskal 13. junija 2013 ob 400. obletnici špansko-japonske izmenjave. Iz rok župana Alfonsa Fernándeza Mañueca je prejel ključe mesta.

## Geografija
Salamanca je vključena v comarco Campo Charro. Mesto je 64 kilometrov oddaljeno od Zamore, 109 kilometrov od Ávile, 121 kilometrov od Valladolida, 123 kilometrov od Portugalske in 202 kilometra od Cáceresa.
Za relief občine je značilno stičišče dveh geoloških in okoljskih enot na jugozahodu kastiljsko-leonske planote ob reki Tormes. Na severu in vzhodu je terciarni sedimentni bazen, za katerega so značilne obsežne planote, namenjene suhemu kmetijstvu. Na jugu in zahodu pa so paleozojska gnezda, kjer prevladuje ekosistem hrastov in pašnikov, znan kot Campo Charro, ki je večinoma namenjen živinoreji.
Mesto leži na nadmorski višini 800 metrov. Nadmorska višina občine se giblje od 911 metrov (Los Montalvos). Na jugozahodu pa do 763 metrov, to je v zadnjem delu občine reke Tormes.

### Podnebje
Glede na podatke in merila spremenjene Köppnove podnebne klasifikacije ima letališče Salamanca (je v bližini mesta v občini Calvarrasa de Abajo) polsuho podnebje tipa BSk (hladna stepa) blizu prehodne meje v sredozemsko podnebje tipa Csa in Csb.

### Hidrografija
Občino Salamanca prečkata dva površinska vodotoka: reka Tormes in potok Zurguén, ki je njen pritok na levem bregu. Za dolini obeh vodotokov so značilni prepustni aluvialni materiali. Gladina podzemne vode (podtalnice) je zelo visoka, zato se včasih pojavljajo zamočvirjena območja.
Reka Tormes povezuje celotno ozemlje province, odločilno je vplivala na zgodovinski razvoj mesta. Njen srednji tok uravnava rezervoar Santa Teresa, ki je namenjen tudi oskrbi s pitno vodo in namakanju. Njegova ureditev naj bi preprečevala tudi poplave, kot sta bili poplavi leta 1256 in 1626. Ureditev ni bila uspešna, saj so se te pozneje ponovile. Reka Tormes je tudi kanal za odvajanje očiščene odpadne vode iz glavnega mesta. 

## Dediščina
Staro mesto Salamance je Unesco leta 1988 razglasil za svetovno dediščino. V mestu najdemo veliko znamenistosti, največ jih najdemo v stari četrti Barrio Viejo. 

### Trgi in javni prostori
- Plaza Mayor de Salamanca: trg je najpomembnejši javni prostor in srce mesta. Baročni slog sta zasnovala arhitekta Alberto in Nicolás Churriguera. Glavna stavba trga je mestna hiša.
- Campo de San Francisco: gre za prvi javni park v mestu na zemljišču nekdanjega samostana San Francisco el Real.
- Huerto de Calixto y Melibea: je vrt v bližini stolnic, kjer se po nekaterih podatkih razpletlo dogajanje romana La Celestina Fernanda de Rojasa. Ob njem so ostanki rimskega obzidja.
- Plaza del Corrillo: je majhen trg blizu Plaze Mayor. Na levi strani je romanska cerkev San Martín, na desni pa so hiše z arkadami, ki jih tvorijo kamniti stebri. Ti se končajo s podstavki, ki predstavljajo dneve v tednu (Luna za ponedeljek, Mars za torek itd.).

### Verski objekti

#### Stolnici
V mestu najdemo dve stolnici in sicer staro iz 12. stoletja v romanskem slogu in veliko večjo novo stolnico, ki so jo začeli graditi v 16. stoletju v gotskem arhitekturnem slogu in dokončali v 18. stoletju. Kraj, kjer se stikata, je znan kot Patio Chico in je eden najočarljivejših delov mesta.
Glavni stolp nove stolnice je bil zgrajen nad zvonikom stare stolnice. V njej je še vedno vidna razpoka, ki je nastala ob lizbonskem potresu leta 1755.

#### La Clerecía
La Clerecía je trenutno sedež Papeške univerze v Salamanci. Njena gradnja se je začela leta 1617, dokončana pa je bila poldrugo stoletje pozneje kot jezuitski kraljevi kolegij Espíritu Santo. Je v baročnem slogu. Razlikuje se po kolegiju z zanimivim križnim hodnikom in cerkvijo z impresivnim pročeljem iz treh teles, dvema stolpoma dvojčkoma, visokima 50 metrov in ogromno kupolo. Ime La Clerecía je posledica dejstva, da je po izgonu jezuitov pripadal kraljevemu gospostvu Real Clerecía de San Marcos.

#### Samostan San Esteban
Samostan San Esteban (Convento de San Esteban) je dominikanski samostan iz 16. stoletja. Plateresco pročelje s svojo slavoločno obliko je dragulj salamanške renesanse. Znan je tudi baročni oltar Joséja Benita de Churriguera. Omembe vreden je tudi renesančni samostan Los Reyes.

#### Convento las Dueñas
Convento de las Dueñas je samosta, ki je bil zgrajen leta 1533, zanimivost celotne stavbe pa je predvsem veličasten križni hodnik. Svoj tloris je moral prilagoditi razporeditvi prvobitnih posestev, tako da je dobil edinstven nepravilni petkotni tloris. Sestavljen je iz dveh nadstropij. Spodnje ima segmentne loke na stebrih in medaljone z glavami. Zgornje pa je obloženo s stebri in podstavki. Kapiteli, katerih kipar ni znan, so neizčrpno domišljijski in raznoliki. Izklesane so pošasti in groteske.

#### Drugo
- Kapela la Vera Cruz: baročni tempelj z renesančnim pročeljem je sedež petstoletne Cofradíe de la Vera Cruz de Salamanca. V njej je shranjenih nešteto umetnin.
- Colegio de Calatrava: zgradili so ga v 18. stoletju na pobudo reda Calatrava, zdaj pa je v njem Casa de la Iglesia.
- Samostan avguštincev in cerkev Purísima (Convento de las Agustinas e Iglesia de la Purísima): v cerkvi je slika Brezmadežno spočetje, ki jo je naslikal José de Ribera. To je edina stavba z italijanskim slogom in dekoracijo v Španiji.
- Convento de las Isabeles: v notranjosti so cerkvena ladja in glavna kapela z več grobnicami družine Solís, gotskim okrasjem in z več oltarnimi slikami. Najznamenitejša je oltarna slika svete Izabele Madžarske, Nicolása Florentina. Omembe vreden je tudi artesonado v mudéjarskem slogu, ki velja za najstarejšega v mestu. Obok cerkve je v neogotskem slogu iz leta 1911, ki ga je zasnoval Santiago Madrigal, da bi nadomestil kasetirani strop v slabem stanju.
- Convento de San Antonio el Real (1736): je v baročnem slogu, njegove ostanke najdemo v gledališče Teatro Liceo in v trgovini, kjer si jih je mogoče ogledati.
- Samostan Marijinega oznanjenja (Convento de la Anunciación) (imenovan tudi las Úrsulas): ustanovil ga je nadškof Fonseca leta 1512. Izstopa zunanja apsida v neogotskem slogu. V notranjosti sta baročna oltarna slika in grobnica ustanovitelja, delo Diega de Siloéja.
- Samostan sv. trojice (Convento de la Trinidad): nekdanja palača Montellano (Palacio de Montellano), ki je bila v 16. stoletju spremenjena v samostan.
- Samostan Marije Viktorije (Monasterio de Nuestra Señora de la Victoria): je samostan Hieronimitov, dokončan leta 1513, ki so ga v začetku 19. stoletja v polotoški vojni napol porušili Francozi. Trenutno je vključen v proizvodne obrate skupine Grupo Mirat iz 19. stoletja.
- Ermita de Nuestra Señora de la Misericordia (16.–17. stoletje): je majhen baročni tempelj, ki so ga začeli graditi leta 1389 na trgu Plaza de San Cristóbal. Danes je v njem tiskarna, njegov zvonik pa krasi cerkev v soseski Pizarrales.
- Nekdanja cerkev las Bernardas: je delo Rodriga Gila de Hontañóna in prototip salamanških cerkva iz 16. stoletja. Danes je v notranjosti šole San José de Calasanz.
- Cerkev del Carmen de Abajo: je kapela laičnih karmeličank, vključena v Convento de San Andrés. Prav tako je edini preostali del omenjenega samostana, ki je izginil v 19. stoletju.
- Cerkev San Benito: gre za gotsko cerkev, zgrajeno pod pokroviteljstvom Alonsa II. de Fonsece, panteona družine Maldonado.
- Cerkev San Julián : je romanska cerkev, ki je bila pozneje prenovljena.
- Cerkev San Marcos: Romanska cerkev stoji v bližini poti, po kateri je nekoč potekalo severno obzidje mesta. Navzven ima krožni tloris s tremi cerkvenimi ladjami in apsidami v notranjosti.
- Cerkev San Martín: je romanska cerkev z gotskimi, renesančnimi in baročnimi spremembami, ki je priključena trgu Plaza Mayor.

- Cerkev San Pablo: baročni tempelj, ki pripada staremu samostanu sv. trojice, hrani podobo rešenega Jezusa, ki jo v mestu zelo častijo. Je sedež župnije, upravljajo jo škofijski duhovniki.
- Cerkev Santa María de los Caballeros: je renesančna cerkev z baročnim oknom camarín na ulici Bordadores.
- Cerkev Santiago del Arrabal: ostanki cerkve (sodobna rekonstrukcija) so v romansko-mudéjarskem slogu.
- Cerkev Santo Tomás Cantuariense: je romanska cerkev, ustanovljena v čast sv. Tomažu Becketu, canterburyjskemu nadškofu leta 1175, le pet let po njegovi smrti in dve po njegovi kanonizaciji. Sestavljajo jo tri apside in cerkvena ladja z leseno streho. To je župnija poleg župnije San Pablo, ki jo upravljajo škofijski duhovniki.
- Convento del Rollo: je sodobno delo Antonia Fernándeza Albe; dobil je državno nagrado za arhitekturo leta iz 1963.

### Univerzitetne stavbe
- Univerza: sklop stavb, ki so sestavljale staro Univerzo v Salamanci, vključno z: Escuelas Mayores, Escuelas Menores in Hospital del Estudio (sedanji rektorat), ki so okoli trga Patio de Escuelas. Na istem trgu je hiša doktorja Álvareza Abarca ali kraljičinih zdravnikov (15. stoletje). Njeno pročelje je gotsko z renesančnimi detajli. Danes je v njej muzej mesta.
- Casa-Museo de Unamuno (18. stoletje): gre za nekdanjo hišo rektorjev univerze. Ohranjena je takšna, kot je bila v času, ko je mesto zasedal Miguel de Unamuno.
- Colegio Mayor de Santiago el Zebedeo, imenovan tudi del Arzobispo Fonseca ali de los Irlandeses (16. stoletje).
- Colegio de San Ambrosio (1719): danes je to splošni arhiv španske državljanske vojne. V njej so shranjeni dokumenti in predmeti, ki so jih zasegli Francovi vojaki in njegovi zavezniki med špansko državljansko vojno in ob njenem koncu. Čeprav je bil v povojnem obdobju njegov osnovni cilj hraniti informacije, povezane z organizacijami in posamezniki, ki bi lahko nasprotovali Francovemu režimu, in posledično te informacije uporabljati v represivne namene, je po vrnitvi demokracije ta stavba postala eden najpomembnejših arhivov v Španiji za raziskovanje zgodovinskega obdobja druge republike. Številni dokumenti in predmeti, ki še ostajajo v arhivu, so povezani s prostozidarstvom, vključno z različnimi kosi pohištva, s katerimi je bila rekonstruirana prostozidarska loža.
- Colegio Trilingüe: ustanovljen leta 1554 za poučevanje latinščine, grščine in hebrejščine. Del prvotnega dvorišča, ki ga je zasnoval Rodrigo Gil de Hontañón, je ohranjen v stavbi Fakultete za fiziko, ki je bila predelana leta 1829.
- Palacio de Anaya: palača je bila zadnji sedež Colegia Mayor de San Bartolomé (ali Colegio de Anaya), ki jo je v 15. stoletju ustanovil Diego de Anaya, je izginila v začetku 19. stoletja. Trenutno je to Filološka fakulteta. Poleg stavbe je cerkev San Sebastián, nekdanja kapela kolegija, in la Hospedería, delo Joaquína de Churriguera.
- Colegio Santa Cruz de Cañizares (16. stoletje): to je poklicni glasbeni konservatorij. Ohranjeni so le ostanki stare kapele, ki je danes vključena v avditorij zimskega vrta in glavno pročelje v slogu plateresco.
- Colegio de San Pelayo: ustanovljen je bil sredi 16. stoletja. Od leta 1990 in po obnovi je v stavbi sedež Fakultete za geografijo in zgodovino.

### Palače
- Casa de las Conchas (Hiša školjk): zgrajena je bila konec 15. stoletja. Njeno pročelje v gotskem slogu krasi okoli 350 školjk, ki so značilne za red Santiagao. Na oknih so rešetke v gotskem slogu. Trenutno je v njej javna knjižnica.
- Casa de Don Diego Maldonado: je plateresko palača iz 16. stoletja. V njej delujeta hispansko-brazilska kulturna fundacija in Center za brazilske študije Univerze v Salamanci.
- Casa de doña María la Brava: je gotska stavba iz 15. stoletja in prototip takratnih plemiških dvorcev. Njena lastnica María Rodríguez de Monroy je bila vodja enega od dveh band, med katera je bilo mesto razdeljeno v 15. stoletju. Znana je po tem, da je odsekala glave morilcem svojih sinov. Stoji na trgu Plaza de los Bandos.
- Casa Lis: to je majhna secesijska palača iz leta 1905 z železno vgrajeno fasado. Hrani zbirki Art nouveau in Art déco, ki ju je podaril Manuel Ramos Andrade.
- Casa de las Muertes (začetek 16. stoletja): Zgradil jo je Juan de Álava, tako se imenuje zaradi lobanj, ki krasijo fasado. Lobanje so ob prenovi zaoblili in jih spremenili v krogle, kljub temu pa je stavba ostala mračna. To je razlog, da si je ljudska domišljija izmislila legendo, ki je trajala več let. Ime stavbe izhaja iz podatka, da naj bi v hiši našli mrtvo žensko, nihče pa ni znal pojasniti, kako se je nesreča zgodila. Na hišo je padlo prekletstvo, da bodo vsi, ki bodo v hiši živeli, umrli. Zaradi tega je dolgo ostala prazna in ljudje so skrivnostno zniževali glasove, ko so hodili mimo. Danes so krogle ponovno izklesane v lobanje (te so veliko manjše od prvotnih).

- Casa del Regidor Ovalle (13. stoletje): v njej je umrl Miguel de Unamuno.
- Casa de Saint Teresa of Ávila (16. stoletje): tu je svetnica ostala, ko je leta 1570 obiskala Salamanco, da bi ustanovila samostan. Ravno tu je napisala pesem Živim, ne da bi živel v sebi .
- Casa de los Sexmeros de la Tierra (15. stoletje): posebna so vrata s polkrožnim lokom in gotsko okno. Je sedež trgovinske in industrijske zbornice v Salamanci.[22]
- Casa de las Viejas (17. stoletje): bila je nekdanje zatočišče za revne vdove. Trenutno je dom regionalnega filmskega arhiva Kastilije in Leona. V njej najdemo stalno razstavo aparatov, povezanih s filmom in njegovo zgodovino, v lasti domačina in filmskega ustvarjalca Basilia Martína Patina.
- Fonda Veracruz: stavba je bila do sredine 20. stoletja gostilna. Ima dvorišče z lesenimi galerijami in dvojnim stopniščem. Do leta 2019 je bila to hotelirska šola.
- Palacio de San Boal (15. stoletje): njeno sgrafitno pročelje je zelo podobno pročelju Ariasa Corvelleja. V njej je šola Escuela de Nobles y Bellas Artes de San Eloy.
- Palacio de Castellanos (15.–16. stoletje): palačo markizov Castellanos so začeli graditi ob koncu 15. stoletja, čeprav je njeno pročelje iz konca 19. stoletja. Združuje gotski in neoklasicistični slog. Stavba z mogočnim notranjim gotskim dvoriščem trenutno deluje kot hotel.

- Palacio de Garci Grande (16. stoletje): ima renesančno pročelje in fazonska okna na vogalu, je edinstvena. Danes je sedež regionalne hranilnice (Caja Duero)
- Palacio de Monterrey: palača je bila zgrajena v 16. stoletju in sicer v slogu plateresco. Pripada hiši Alba, izstopajo pa njeni stolpi in dimniki. Zgrajen je bil le eden od štirih blokov, ki so sestavljali prvotno načrtovani kompleks.
- Palacio de Orellana (16. stoletje): je stavba klasicistične arhitekture z manierističnimi vplivi. Izstopata dvorišče v obliki črke L in stopnišče.
- Palacio de Rodríguez de Figueroa (1545): ima zanimivi pročelji na ulicah Concejo in Zamora ter notranje dvorišče. Danes je to igralnica Salamanca.
- Palacio de la Salina (1546): je delo Rodriga Gila de Hontañóna. Od leta 1884 je tudi sedež pokrajinskega parlamenta (Diputación Provincial).

- Palacio de Arias Corvelle (15. stoletje): njeno pročelje je okrašeno s sgraffiti. Bila je trgovska in pozneje poslovna šola. Od leta 1999 je v njej Hispano-japonski kulturni center Univerze v Salamanci. Na istem trgu je cerkev San Boal (17. stoletje).
- Palacio de Solís (15. stoletje): v tej palači je bila leta 1543 sklenjena poroka med Filipom II. Španskim in Marijo Manuelo portugalsko. José María de la Vega Samper je na tem mestu zasnoval neoplateransko stavbo za sedež družbe Telefónica, ki je bila odprta leta 1930. Vanjo je vključil ostanke pročelja in balkona palače, ki so bili edini ohranjeni.
- Torre del Aire: je vse, kar je ostalo od palače vojvod Fermoselle, zgrajene v 15. stoletju. Ima čudovita gotska okna. Trenutno je v njej študentski dom.
- Torre del Clavero (15. stoletje): so ostanki palače, ki jo je okoli leta 1470 zgradil Francisco de Sotomayor, župan Clavera iz reda Alcántara. Spodnji del je štirikoten, zgornji pa osmerokoten, okrašen z osmimi valjastimi stolpiči.
- Torre de los Anaya (15. stoletje): je star dvorec v gotskem slogu s tristranskim dvoriščem. Dolga leta je bil v njej sedež Inštituta za ibero-ameriške in portugalske študije Univerze v Salamanki, znan tudi kot Palacio de Abrantes.

## Univerza
Univerza v Salamanci je bila ustanovljena leta 1134, leta 1218 pa ji je Alfonso IX iz Leona podelil kraljevo ustanovno listino ("Estudio General"). To je bila prva univerza, ki je leta 1254 prejela naziv "univerza". Pod pokroviteljstvom učenega Alfonza X. sta se njeno bogastvo in ugled močno povečala (1252–1282). Salamanške šole kanonskega in civilnega prava so privabljale študente celo s priznanih univerz, kot sta pariška in bolonjska. </link> V 16. stoletju je bila bogastvo mesta odvisno od bogastva univerze. Na univerzi o svojih odkritjih predaval Krištof Kolumb. Hernán Cortés je bil študent v Salamanki, vendar se je leta 1501, star 17 let, vrnil domov, ne da bi študij tudi dokončal. Približno deset let pozneje se je v Salamanci rodil konkvistador Francisco Vásquez de Coronado.

## Gospodarstvo
V gospodarstvu mesta prevladujeta univerza in turizem, vendar so pomembni tudi drugi sektorji, kot so npr. kmetijstvo, živinoreja, gradbeništvo in proizvodnja. Decembra 2007 je bilo v storitvenem sektorju zaposlenih 83 % delovno aktivnega prebivalstva, kar pomeni 55.838 oseb. 

### Industrija
Industrijska dejavnost je predstavljala 5 % delovno aktivnega prebivalstva oziroma 3.340 delavcev, zaposlenih v več kot 360 podjetjih.  Dve največji podjetji, uvrščeni med 100 največjih podjetij v regiji, sta proizvajalec veterinarskih cepiv "Laboratorios Intervet" in podjetje S. A. Mirat, specializirano za proizvodnjo gnojil. S. A. Mirat je najstarejše industrijsko podjetje v mestu, ki je bilo leta 1812 ustanovljeno kot tovarna škroba.

## Transport

### Cesta
Avtoceste
- A50: Autovía de la Cultura: Ávila - Salamanca
- A62: Autovía de Castilla: Burgos - Valladolid - Salamanca - Ciudad Rodrigo .
- A66: Autovía Ruta de la Plata: Gijón - Oviedo - Mieres - Puerto de Pajares - León - Benavente - Zamora - Salamanca - Béjar - Plasencia - Mérida - Sevilla .
- SA-11: Severni dostop do Salamance.
- SA-20: Južni dostop do Salamance.

Druge ceste
- N-501: Ávila - Peñaranda de Bracamonte - Salamanca.
- N-620: Burgos - Venta de Baños - Valladolid - Tordesillas - Salamanca - Ciudad Rodrigo - Portugalska.

### Letališče
Letališče Salamanca, ki se nahaja v vojaškem oporišču Matacán, je oddaljeno približno 14 km vzhodno od mesta.

### Javni prevoz
Čez dan skozi mesto vozi 13 avtobusnih linij, ponoči pa dve. Predlagali so tudi izgradnjo tramvajske proge. 

## Kultura in šport
Staro mestno jedro Salamanca je bilo leta 1988 razglašeno za Unescovo svetovno dediščino.  Leta 2002 si je Salamanca delila naslov Evropske prestolnice kulture z Bruggejem. Leta 2005 je Salamanca praznovala 250. obletnico izgradnje trga Plaza Mayor s številnimi evropskimi dogodki (Plaza Mayor de Europa). </link>

### Festivali
Veliki teden v Salamanci (Semana Santa) je najbolj znan praznik v mestu. Salamanca je znana po slovesnih procesijah, ki jih praznujejo med velikim tednom. 18, 10.000 bratov ali "cofrades", 50 plovcev ali "pasos" praznuje Kristusov pasijon s 24 procesijami. Dogodku se pridruži na tisoče privržencev, turistov in obiskovalcev. 
Nekatera praznovanja se izvajajo že stoletja. Bratovščine nosijo umetniška dela, ki so jih ustvarili pomembni španski umetniki, kot so: Luis Salvador Carmona, Alejandro Carnicero ali Mariano Benlliure. Leta 2003 je Semana Santa v Salamanci dobila uradno razglasitev mednarodnega turističnega interesa. 

#### Drugo
Salamanca je znana po preostali Španiji in Evropi po praznovanju "Nochevieja Universitaria", v prostem prevodu to pomeni "univerzitetno novo leto". </link> Običajno poteka na četrtek v zadnjem šolskem tednu v decembru. Ob tej priložnosti se študentje zberejo na trgu Plaza Mayor de Salamanca, da si ogledajo brezplačne predstave in sodelujejo pri odštevanju do polnoči.

### Šport
Od leta 1923 naprej je bila nogometna ekipa Los Charros, uradno Union Deportiva Salamanca, nogometno moštvo Salamance. Leta 2013 je šel klub v stečaj in njegove dejavnosti so bile opuščene.  Po njegovem razpadu so se nekateri menedžerji odločili, da bodo ponovno ustanovili kmetijsko ekipo, da bi nadaljevali s tekmovanjem in ohranili zapuščino zgodovinskega kluba. Tako so ustanovili nogometno ekipo Club de Fútbol Salmantino.
Prvi skok v višino prek 2,44 m je leta 1993 v Salamanci opravil Javier Sotomayor. Njegov skok, dolg 2,45 m, je še vedno svetovni rekord v tej disciplini.

### Lokalne ekipe
- Salamanca CF, nogometna ekipa
- Unionistas de Salamanca CF, nogometna ekipa
- CB Avenida, košarkaška ekipa
- Club Natación Acuático Salamanca, plavalna ekipa

Mesto je bilo v številnih filmih, med drugim v filmu Ridleyja Scotta 1492: Osvojitev raja in Goyevi duhovi Miloša Formana. Zgodovinski film Alejandra Amenábarja iz leta 2019 Med vojno se dogaja v Salamanci, kjer so posneli številne prizore. Salamanca je bila tudi prizorišče političnega trilerja Vantage Point iz leta 2008, čeprav je bil film skoraj izključno posnet v Mehiki.

### Gastronomija
Med številnimi lokalnimi jedmi je priljubljena chanfaina (dušen riž s svinjino). Druga značilna jed je cocido, počasi kuhana enolončnica iz čičerike . </link> Zelo znana pa je tudi mesna pita z imenom hornazo.

## Pobratena mesta
- Coimbra (Portugalska); od leta 1981. [31]
- Würzburg (Nemčija); od leta 1981. [32]
- Hefei (Kitajska); od leta 2022. [33]

## Pomembni ljudje

### Javna služba
- Alfonz XI. Kastiljski (1311–1350), kralj Kastilje in Leóna.
- Miguel Ramírez de Salamanca (umrl leta 1534), škof Santiaga de Cube, 1530–1534.
- Beatriz Galindo (okoli leta 1465–1535), španska latinistka, pisateljica, humanistka in učiteljica.
- Francisco de Montejo (ok.1479 –1553), konkvistador v Mehiki in Srednji Ameriki.
- Francisco Vázquez de Coronado (1510–1554), konkvistador od Mehike do Kansasa.[34]
- Juan Vázquez de Coronado (1523–1565) konkvistador, ki je koloniziral Kostariko.
- Baldassare de Benavente (1638–1687), rimskokatoliški prelat in škof Potenze.
- Jerónimo Bécker (1857–1925) zgodovinar, diplomat in novinar.
- José María Lamamié de Clairac y Colina (1887–1956), politik.
- José María Gil-Robles (1898–1980), politik.
- Antolín de Santiago (rojen leta 1918), nekdanji politik, odvetnik, profesor, novinar in župan Valladolida, 1971/1974.
- Elena Catena (1920–2012), univerzitetna profesorica, filologinja, založnica in feministka.
- Francisco Rodríguez Adrados (1922–2020), helenist, jezikoslovec in prevajalec.
- Eleuterio Sánchez (rojen 1942), nekdanji španski tat, danes odvetnik in pisatelj.
- Fernando Vérgez Alzaga (rojen 1945), generalni sekretar guvernerstva države Vatikan.
- Alfonso Fernández Mañueco (rojen 1965), politik, župan Salamance od leta 2011 do 2018.
- Juan Moreno Yagüe (rojen leta 1973), španski pravnik, aktivist in politik.

### Umetnost
- Fernando Gallego (1440–1507), španski slikar, ki slika v Hispano-Flamskem slogu.
- Lucas Fernández (približno 1474–1542), pisatelj, dramatik in glasbenik.[35]
- Pedro Hernández (približno 1585–1665), kipar, risar in graver Kastiljske šole.
- Diego de Torres Villarroel (1693–1770), pisatelj, pesnik, dramatik, zdravnik, matematik, duhovnik in profesor Univerze v Salamanci.[36]
- Manuel Francisco Álvarez de la Peña, francoski pesnik (1727–1797), španski kipar.[37]
- Antonio Carnicero (1748–1814), slikar neoklasičnega sloga.
- Ventura Ruiz Aguilera (1820–1881), španski lirski pesnik.[38]
- Matilde Cherner (1833–1880), pisatelj in novinar.
- Tom Uns Bretón (1850–1923), dirigent in skladatelj.
- Miguel de Unamuno (1864–1936), pisatelj, romanopisec, pesnik, dramatik, filozof in akademik.
- Pedro Garfias (1901–1967), pesnik.
- María del Rosario López Piñuelas (rojena leta 1943), igralka z umetniškim imenom Charo Lopez.
- Yann Martel (rojen leta 1963), kanadski avtor romana Life of Pi, nagrajenega z Bookerjevo nagrado.
- Juan Carlos Fernández-Nieto (rojen leta 1987), špansko-ameriški pianist.

### Znanost in posel
- Abraham Zacuto (1452–1515), astronom, astrolog, matematik, rabin in zgodovinar.
- José Ignacio Sánchez Galán (rojen leta 1950), inženir in direktor, izvršni direktor podjetja Iberdrola.
- Mark Russinovich (rojen leta 1966) programski inženir in avtor, tehnični direktor pri Microsoft Azure.
- Susana Marcos Celestino (rojena leta 1970), fizičarka, ki je proučevala človeški vid in uporabno optiko.

### Šport
- Vicente del Bosque (rojen leta 1950), nogometaš s 518 klubskimi nastopi in 18 nastopi za Španijo. Bil je selektor španske nogometne reprezentance 2008–2016.
- Francisco Javier Sanz Alonso (1952–2022), zmagovalec španskega šahovskega prvenstva (1973).
- Teodora Ruano (rojena leta 1969), upokojena stezna in cestna kolesarka, tekmovala je na treh poletnih olimpijskih igrah.
- Fátima Blázquez (rojena leta 1975) cestna kolesarka, tekmovalka na poletnih olimpijskih igrah 1996 in 2000.
- Félix Prieto (rojen leta 1975), nekdanji nogometaš s 474 klubskimi nastopi.
- Ibán Cuadrado (rojen leta 1979), nekdanji nogometaš s 544 klubskimi nastopi.
- Jonathan Martín (rojen leta 1981), nogometaš z več kot 500 klubskimi nastopi.
- Óscar González (rojen leta 1982), nogometaš z več kot 438 klubskimi nastopi.
- Daniel Navarro (rojen leta 1983), profesionalni cestni kolesarski dirkač.
- Carlos Peña (rojen leta 1983), nogometaš s 572 klubskimi nastopi.
- Álvaro Arbeloa (rojen leta 1983), nogometaš s 344 nastopi za klub in 56 za Španijo.
- Cristina González Ramos (rojena leta 1983), upokojena rokometna vratarka s 142 nastopi za Španijo.
- Javier Carpio (rojen leta 1984), nogometaš z več kot 440 klubskimi nastopi.
- Kike López (rojen leta 1988), nogometaš z več kot 480 klubskimi nastopi.
- David Alcaide (rojen leta 1978), profesionalni igralec biljarda, zmagovalec evropskega prvenstva v biljardu (2023).